# Football Club de Metz 1994-1995
Questa voce raccoglie le informazioni riguardanti il Football Club de Metz nelle competizioni ufficiali della stagione 1994-1995.

## Maglie e sponsor
Lo sponsor tecnico per la stagione 1994-1995 è Puma, mentre lo sponsor ufficiale è Sollac.
| Manica sinistra · Maglietta · Maglietta · Manica destra · Pantaloncini · Calzettoni | Manica sinistra · Maglietta · Manica destra · Pantaloncini · Calzettoni |  |

## Organigramma societario
Area direttiva
- Presidente: Carlo Molinari

Area tecnica
- Allenatore: Joël Muller
- Preparatore dei portieri: Michel Ettorre